# A Servant of the Rich
A Servant of the Rich è un cortometraggio muto del 1914 diretto e interpretato da John Ince. Prodotto da Siegmund Lubin, il film - basato su una storia di George Terwilliger - uscì nelle sale in gennaio.

## Produzione
Il film fu prodotto dalla Lubin Manufacturing Company.

## Distribuzione
Distribuito dalla General Film Company, il film - un cortometraggio in una bobina - venne distribuito nelle sale USA nel 1914.